# Банківська система Ізраїлю

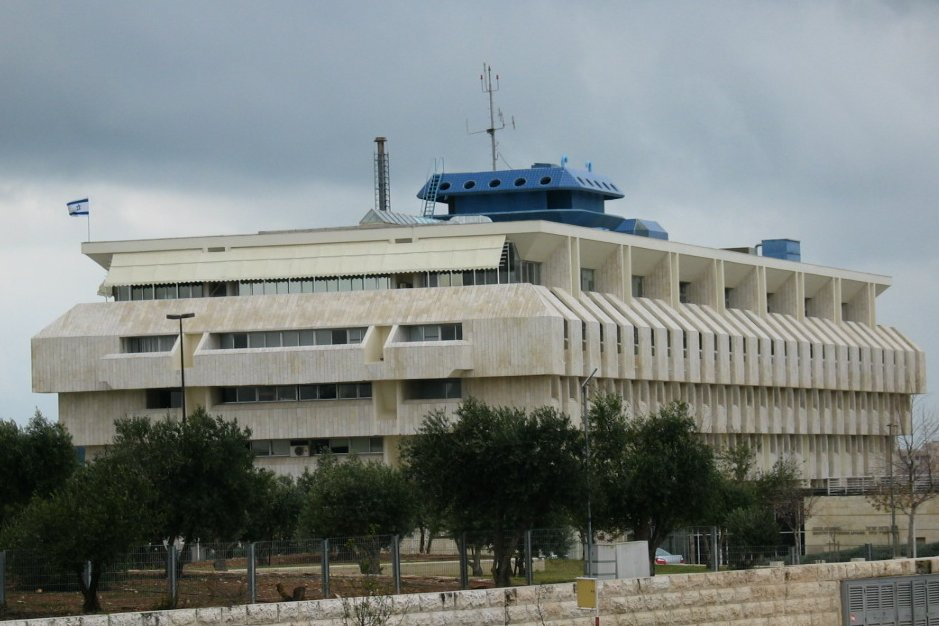
Банк Ізраїлю

Банківська система Ізраїлю — дворівнева система банків в Ізраїлі. Вона складається з Банку Ізраїлю, який виконує функції регулятора і комерційних банків.
Система почала формуватися під час сіоністського руху на початку XX століття після створення держави  Ізраїлю в 1948 році. Всесвітня сіоністська організація була створена за ініціативою Теодора Герцля на першому  Світовому конгресі Сіоністів  в 1897 році з метою повернення євреїв на історичну батьківщину. З її допомогою в 1903 році був відкритий Англо-палестинський банк, пізніше перейменований в банк «Леумі».
Центральний банк-регулятор появився в 1954 році.
Більшість банків були націоналізовані, після того як їх акції рухнули в 1983 році під час фінансової кризи. З того часу уряд продав велику частину своїх банківських акцій, але все ще залишається великим акціонером в багатьох комерційних банках.
Банківська система Ізраїлю працює в багатьох сферах, керує зберігальними та інвестиційними фондами і є їхнім опікуном, управляє цінними паперами клієнтів, функціонує як їхній охоронець, дистриб'ютор та дилер цінними паперами на фондовій біржі, виступає фінансовим консультантом тощо. Така концентрація життєво важливих послуг, та розуміння того, що кожен збій в банківській системі завдасть серйозної шкоди нормальному функціонуванню всієї економіки Ізраїлю, потребує від керівництва банків деякої відповідальності.

## Список Банків Ізраїлю
Станом на серпень 2017 року в Ізраїлі діяли  центральний банк, комерційні банки Ізраїлю, деякі відділи іноземних банків, компанії, які займаються випуском кредитних карток, і деякі спеціалізовані організації.
Також ряд банківських послуг в Ізраїлі здійснює поштовий банк, який є частиною державної пошти.
Окрім філіалів іноземних банків, які отримали банківські ліцензії та включених в список банків, станом на березень 2017 року на території країни офіційно ведуть свою діяльність 12 представників іноземних банків та фінансових груп, які мають право використовувати назву «банк» в новому банку, що відкривається, чи вже в існуючому банку.

## П'ять найбільших банків Ізраїлю
| #                                                                                             | Банк                         | Лого | Дата Заснування | Вебсайт                   | Загальні активи (млрд. доларів США) |
| --------------------------------------------------------------------------------------------- | ---------------------------- | ---- | --------------- | ------------------------- | ----------------------------------- |
| 1                                                                                             | Апоалім Груп                 |      | 1921            | bankhapoalim.co.il        |                                     |
| 2                                                                                             | Банк Леумі груп              |      | 1902            | www.leumi.co.il           | 103,1 млрд                          |
| 3                                                                                             | Дисконт Банк Груп            |      | 1935            | www.discountbank.co.il    | 2.4 млрд                            |
| 4                                                                                             | Мізрахі-Тефахот Банк Груп    |      | 1923            | www.mizrahi-tefahot.co.il | 4.78 млрд                           |
| 5                                                                                             | Перший міжнародний Банк Груп |      | 1972            | www.fibi.co.il            | 577 мільйонів                       |
| Джерело: Israel's Banking System [Архівовано 7 квітня 2008 у Wayback Machine.] Bank of Israel |                              |      |                 |                           |                                     |

## Супервізія та регуляція
Банк Ізраїлю контролює ізраїльські банки через наглядача банків.
Завдання та повноваження Наглядача банків базуються на декількох законах:
- Указ про банківської справи, 1941 р.,  Обов'язковий, який був змінений та оновлювався протягом багатьох років;
- Закон про банківську діяльність (ліцензування), 1981 р ;
- Закон про банківські послуги (обслуговування споживачів), 1981 р .;
- Чеки без перевірки Малі фонди (прийнято закон), 1981